# Xiakeng
Xiakeng (kinesiska: 霞坑) är en köping i östra Kina. Den ligger i She härad i staden Huangshan i provinsen Anhui, omkring 250 kilometer sydost om provinshuvudstaden Hefei. Antalet invånare är 14 471. Befolkningen består av 7 224 kvinnor och 7 247 män. Barn under 15 år utgör 13,0 %, vuxna 15-64 år 73 %, och äldre över 65 år 13,0 %.